# Caminreal (kommunhuvudort)
Caminreal är en kommunhuvudort i Spanien.   Den ligger i provinsen Provincia de Teruel och regionen Aragonien, i den östra delen av landet, 210 km öster om huvudstaden Madrid. Caminreal ligger 925 meter över havet och antalet invånare är 757.
Terrängen runt Caminreal är platt åt sydväst, men åt nordost är den kuperad. Caminreal ligger nere i en dal. Runt Caminreal är det mycket glesbefolkat, med 2 invånare per kvadratkilometer. Närmaste större samhälle är Monreal del Campo, 6,2 km söder om Caminreal. 